# Alegría (Río Grande del Sur)
Alegría es un municipio brasileño del estado de Río Grande del Sur.
Se encuentra ubicado a una latitud de 27º49'58" Sur y una longitud de 54º03'41" Oeste, estando a una altitud de 383 metros sobre el nivel del mar. Su población estimada para el año 2006 era de 4.717 habitantes.
Ocupa una superficie de 175,28 km².
- Datos: Q601127
- Multimedia: Alegria (Rio Grande do Sul) / Q601127